# Ecco the Dolphin
Pour les articles homonymes, voir Ecco.
Ecco the Dolphin est une série de jeux d'aventure créée en 1992 par Ed Annunziata. La série a été initialement portée par la Master System, la Mega Drive et la Dreamcast. Les compilations de jeux Sega (Sega Smash Pack, Sega Mega Drive Ultimate Collection puis Sega Genesis Classics) et le système de console virtuelle Nintendo permettent aux deux premiers jeux d'être présents sur de très nombreux supports. La licence est réputée pour sa grande difficulté.
L'univers de la série se présente comme un monde de Science-Fiction alliant nature et technologies aliens. Le joueur incarne le héros éponyme Ecco, un grand dauphin reconnaissable à son front étoilé symbolisant la constellation du Dauphin. Le voyage dans le temps et le mythe de l'Atlantide sont deux thématiques récurrentes de la série.

## Liste des jeux
- Ecco the Dolphin (1992)
- Ecco : Les Marées du temps (1994)
- Ecco Jr. (1995)
- Ecco the Dolphin: Defender of the Future (2000)
- Ecco the Dolphin II: Sentinels of Universe (annulé)

## Produits dérivés

### Ecco: Songs of Time
La bande-originale des jeux Ecco sur Mega-CD (Ecco the Dolphin et Ecco : Les Marées du temps), sortie en 1996 et composée par Spencer Nilsen. Ces jeux disposent d'une bande-originale alternative aux versions Mega Drive.
1. Abyss (4:41)
2. Botswana (3:14)
3. The Desert Below (2:43)
4. Deception (2:04
5. Deep Marjimba (3:14)
6. Blue Dream (3:25)
7. St. Gabriel's Mask (4:30)
8. Heart Of The Giant (2:39)
9. Transcended (3:18)
10. Mountains Below (3:36)
11. Treefish (3:48)
12. Aqua Vistas (4:24)
13. Lonesome Search (1:49)
14. Friend Or Foe (6:09)
15. Motion E (4:08)
16. The Machine (3:25)
17. Sounding Echo (3:10)
18. Time Forgotten (3:59)

### Comics
Publiés en deux volumes, respectivement en 1993 puis en 1995 au sein du magazine britannique Sonic the Comic, les comics Ecco reprennent les évènements majeurs des deux premiers jeux Ecco the Dolphin et Ecco : Les Marées du temps, l'ordre chronologique y est plus moins respecté.
- Ecco the Dolphin
  - dessins : Chris Webster
  - scénario & lettrage : Woodrow Phoenix

NB : seuls les 2 premiers chapitres ont été réalisés par cette équipe, la suite a été réalisée par l'équipe du volume 2.
- Return of Ecco the dolphin
  - dessins : Stevie White
  - scénario : Alan McKenzie
  - lettrage : Tom Frame

## Origines
Le créateur du jeu Ed Annunziata a posté sur son compte Twitter plusieurs indices quant à ses inspirations pour la création du jeu. Le nom du protagoniste proviendrait ainsi de l'E.C.C.O. de John Cunningham Lilly et le personnage lui aurait été essentiellement inspiré par la nouvelle Sounding de Hank Searls, dans laquelle le lecteur est amené à suivre les pensées d'un cétacé vieillissant, se questionnant sur la nature de l'homme et cherchant à tout prix à communiquer avec lui.

## Devenir de la licence
En 2012, Ed Annunziata annonce vouloir faire revivre la licence Ecco et développer un nouveau jeu au côté de l'équipe du premier opus (avec Spencer Nilsen en tant que compositeur). Il ouvre le 25 mars 2013 un financement participatif sur Kickstarter mais ne possédant pas les droits de la licence, dénomme le projet "The Big Blue". Le 29 avril 2013, le financement n'est pas atteint, réunissant à peine plus de 10% de la somme requise. Le projet est revu, de moindre ampleur, sous le nom de "The Little Blue" mais sans plus d'information communiquée. Le dialogue avec Sega commence. En parallèle, les fans de la série adressent une pétition à l'éditeur sur la plateforme Change.org. Cette dernière n'aboutira pas non plus.
Fin 2016, après plusieurs années de dialogue, Ed Annunziata parvient à un accord avec Sega et bien qu'aucun détail ne soit communiqué, le créateur de la série affirme qu'un nouvel Ecco verra bel et bien le jour.
En 2021, Tommy Tallarico annonce le développement, « par l'équipe originale de Ecco the Dolphin », de Dolphin Quest pour la future console Amico. Le titre ne fait cependant pas partie de la licence officielle.
Le 5 Mai 2025, Ed Annunziata annonce dans une interview publiée sur le site d'actualités Xbox Wire les remaster officiels des deux premiers jeux de la série : Ecco the Dolphin et Ecco : Les Marées du temps. Les jeux seraient en cours de développement par la même équipe que les jeux originaux. À cette occasion, Ed Annunziata confirme également l'existence de la suite officielle d'Ecco, qui sortira après les remaster. Un compte à rebours est mis place sur le site anglais, indiquant une potentielle sortie en avril 2026.